# Bauxitornis
A Bauxitornis az Avisauridae család enantiornithes madarainak kihalt nemzetsége, amely a mai Magyarország területén élt a késő kréta korszakban (a szantóniai időszakban). Leletei az iharkúti dinoszaurusz-lelőhelyen kerültek elő a Csehbányai formációból. A nemet Gareth J. Dyke és Ősi Attila nevezte el 2010-ben. A típusfaj a Bauxitornis mindszentyae. A Bauxitornis nemnév arra az egykori bauxitbányára utal, ahol a maradványait felfedezték. A mindszentyae név Mindszenty Andrea nevéből ered, aki Ősi Attila tanácsadója volt. 
A Bauxitornis holotípusa az MTV V 2009.31.1 (korábban MTM Gyn/439 néven ismert), egy jobb oldali tarsometatarsus. Hossza 51 mm (2 hüvelyk), a csont hossza azt jelzi, hogy a Bauxitornis viszonylag nagy enantiornithes lehetett, hasonló a Soroavisaurushoz és az Avisaurushoz.
Ezenkívül számos más tulajdonság is támogatja a Bauxitornis nemnek az Avisauridae családba történő elhelyezését. A III lábközépcsont (a középen megmaradt bokacsont) lábujjízületének (trochlea) belső széle rendelkezik egy kicsi, de észrevehető csontos füllel (ami plantáris vetületként ismert), amely a boka alsó oldala felé nyúlik. Noha a tarsometatarsusok nagyrészt nem forrtak össze, a II és III lábközép proximális (közeli) részei összeforrtak, amely a tengelyek hosszának körülbelül egyharmadáig tart. A tarsometatarsus proximális vége oldalirányban (kifelé) hajlik.
A Bauxitornis azonban megkülönböztethető az egyéb enantiornithes madaraktól, mivel a rövidebb metatarsalis II (a legbelső megmaradt bokacsont) tuberkulus (heges dudor) nélküli. Ezenkívül a Bauxitornis leghosszabb lábközépcsontja a IV lábközépcsont (a legkülső konzervált bokacsont), nem pedig a III lábközépcsont.

## Fordítás
Ez a szócikk részben vagy egészben  a   Bauxitornis című angol Wikipédia-szócikk ezen változatának fordításán alapul.  Az eredeti cikk szerkesztőit annak laptörténete sorolja fel. Ez a jelzés csupán a megfogalmazás eredetét és a szerzői jogokat jelzi, nem szolgál a cikkben szereplő információk forrásmegjelöléseként.